# TSV Giesen
O TSV Giesen, também conhecido como Helios Grizzlies Giesen por questões de patrocínio, é um time alemão de voleibol masculino da cidade de Giesen, situada no estado da Baixa Saxônia. Atualmente o clube disputa a 1. Bundesliga, a primeira divisão do campeonato alemão.

## Histórico
O TSV Giesen é um clube poliesportivo sediado na cidade de Giesen em 1911. A seção de voleibol foi fundada em 1981. Em 1997 alcançou a liga regional e quatro anos depois a segunda divisão. Em 2007 o clube se fundiu com o MTV 1848 Hildesheim alterando o seu nome fantasia para TSV Giesen/Hildesheim. Na mesma temporada, o clube venceu 19 das 24 partidas disputadas e conquistou o título da 2. Bundesliga Nord obtendo o acesso à primeira divisão do voleibol nacional.
Jogando novamente na 2. Bundesliga Nord na temporada 2010–11, o clube conquistou seu segundo título mas renunciou à promoção por motivos financeiros. Mesmo terminando em 3º lugar na 2. Bundesliga Nord na temporada 2017–18, o clube conseguiu o acesso à primeira divisão após o renuncio da equipe do CV Mitteldeutschland.
Na temporada 2020–21 disputou o seu primeiro torneio continental, a Taça Challenge, onde foi eliminado na primeira rodada pelo português Sporting Clube de Portugal por 5–3 nos sets agregados.

## Títulos
2. Bundesliga Nord
- Campeão: 2007–08, 2010–11
- Vice-campeão: 2009–10, 2016–17

 Supercopa Alemã
- Terceiro lugar: 2023

## Elenco atual
Atletas selecionados para disputar a temporada 2022–23.
| Camisa                | Nome                  | Altura (m) | Posição    |
| --------------------- | --------------------- | ---------- | ---------- |
| 1                     | Augusto Colito Lopes  | 1,97       | Oposto     |
| 2                     | Matt West             | 1,98       | Levantador |
| 3                     | Jori Mantha           | 1,92       | Ponteiro   |
| 4                     | Francisco Iribarne    | 1,99       | Ponteiro   |
| 5                     | Hauke Wagner          | 1,98       | Oposto     |
| 7                     | Magloire Mayaula      | 1,9        | Central    |
| 8                     | David Seybering       | 2,04       | Central    |
| 9                     | Voitto Köykkä         | 1,74       | Líbero     |
| 10                    | Jan Röling            | 1,89       | Levantador |
| 11                    | Linus Jonas Engelmann | 1,93       | Ponteiro   |
| 12                    | Jakob Günthör         | 2,10       | Central    |
| 15                    | Lorenz Karlitzek      | 1,95       | Ponteiro   |
| 18                    | Noah Baxpöhler        | 2,08       | Central    |
| Técnico: Itamar Stein |                       |            |            |